# Mannargudi
Mannargudi es una ciudad y municipio situada en el distrito de Tiruvarur en el estado de Tamil Nadu (India). Su población es de 66999 habitantes (2011). Se encuentra a 26 km de Tiruvarur y a 310 km de Chennai.

## Demografía
Según el censo de 2011 la población de Mannargudi era de 66999 habitantes, de los cuales 33195 eran hombres y 33804 eran mujeres. Mannargudi tiene una tasa media de alfabetización del 91,34%, superior a la media estatal del 80,09%: la alfabetización masculina es del 94,66%, y la alfabetización femenina del 88,09%.